# Psychic TV
Psychic TV (también Psychick TV) o PTV fue un grupo inglés vanguardista de música electrónica liderado por la artista transgénero Genesis P-Orridge, con incursiones ocasionales en el punk, la psicodelia y la música experimental. Fue formado por P-Orridge después de que su banda industrial, Throbbing Gristle se separara en 1981. Al principio, la intención fue crear una gran banda con Ian Curtis del influyente grupo Joy Division, pero Curtis se suicidó el 18 de mayo de 1980.
El grupo fue integrado originalmente por Genesis P-Orridge, Peter Christopherson (ex-Throbbing Gristle) y Geoffrey Rushton (antiguo editor de Stabmental Fanzine). Christopherson y Rushton dejaron el grupo para formar Coil.
Los medios han catalogado con frecuencia a Genesis P-Orridge como un "loco desquiciado y peligroso". P-Orridge se dio a conocer en los medios en la década de 1970 como organizador de la exhibición de la prostitución en la galería ICA de Londres, mientras era miembro del colectivo artístico COUM Transmissions. Sus tácticas de shock continuaron en trabajos posteriores de Throbbing Gristle y Psychic TV.
En Psychic TV, P-Orridge se inspira en el Marqués de Sade, Charles Manson y más particularmente en William Burroughs, de quien recibió respeto y la definición, que de acuerdo a Burroughs, Psychic TV provee "el trabajo más importante con la comunicación que yo sepa del medio popular".
El uso de tácticas de guerrilla de la comunicación en la guerra de la información por parte del grupo, es la continuación del trabajo iniciado en Throbbing Gristle, donde hace uso de amplias lecturas de pensamiento situacionista deconstruccionista. El respeto de P-Orridge por Brian Wilson y el exguitarrista de los Rolling Stones, el fallecido Brian Jones, lo llevó a la realización de dos sencillos en 1986, «Godstar» y la versión de «Good Vibrations», respectivamente.
Fue en esta etapa cuando el grupo amplió su área de trabajo pasando a las películas y la literatura, realizando grabaciones de los discursos de Burroughs, poniéndolos a disposición por primera vez.
En 1986, el grupo se embarcó en un ambicioso proyecto para lanzar 23 álbumes en directo, el día 23 de cada mes, cada uno grabado en un país diferente a medida que completaban su gira mundial. De esta gira, completaron hasta el álbum nº17. Después de terminar con la discográfica Some Bizarre Records, que lanzó su primer sencillo, «Just Driftin», el grupo dejó de preocuparse por el aspecto comercial de la música, como las promociones. 
Su fan club de culto Thee Temple Ov Psychick Youth (T.O.P.Y.) con el tiempo se convirtió en una religión, mucho después de que P-Orridge lo abandonara en 1991.
A principios de 1992, la policía se incautó de vídeos, libros y revistas de Orridge en Brighton, después de que un vídeo artístico de Psychic TV sobre el abuso infantil hubiera salido de contexto. El grupo se trasladó a California, donde colaboraron con Timothy Leary y terminaron involucrándose en la música dance de la escena estadounidense. En este período se cuenta a Larry Thrasher como el colaborador más importante. 

## Historia
Debido a que Genesis P-Orridge escribía antes las letras que la música, organizaba diferentes bandas para componer la música. Esto explica la cambiante orientación musical de PTV. De esta forma, la historia de Psychic TV puede ser dividida en varios períodos del principal compositor que trabajaba con GKO en cada etapa.

### 1981-1988: período de Alexander Ferguson

La «Cruz psíquica», identidad de la banda.

Psychic TV estuvo integrada inicialmente por Genesis P-Orridge, Peter Christopherson y Alex Ferguson, quien fue miembro del grupo de punk Alternative TV, nombre que habría sido de inspiración para Psychic TV. Peter Christoperson (también director de vídeo) declaró que el componente TV del nombre hacía de distracción visual del conjunto; P-Orridge dijo que "Psychic TV es un grupo de vídeo que hace música diferenciándose así de otros grupos musicales que hacen videos musicales”". Sin embargo, se pueden apreciar similitudes en los trabajos artísticos de los lanzamientos de Alternative TV y los primeros de Psychic TV, con frases de estilo comercial tales como “as seen on TV” (“como en la televisión”). 
En las primeras actuaciones en directo, Psychic TV mantuvo una atmósfera ruidosa como en la banda anterior de P-Orridge, Throbbing Gristle, aunque en esta ocasión lo hicieran con un elevado uso de baterías acústicas y otros instrumentos. PTV firmó un contrato con CBS Records, debido a la infamia de Throbbing Gristle. Sus primeros álbumes Force thee Hand ov Chance y Dreams Less Sweet contenían altos valores de producción, canciones pop pegadizas escritas por Ferguson (con cuartetos vocales arreglados por Andrew Pearson), y experimentos sonoros creados por Peter Christopherson y Geoffrey Rushton, más tarde conocido con el seudónimo de John Balance. Los shows en vivo continuaron como sonidos improvisados hasta que Peter Christopherson dejó el grupo y Ferguson empezó a trabajar con músicos capaces de improvisar música pop. Esto permitió una serie de 23 grabaciones de las actuaciones que fueron la principal producción de Psychic TV hasta 1988. Hacia el final de este período Ferguson y P-Orridge completaron su segundo álbum de estudio Allegory and Self: Thee Starlit Mire. Fue en este momento cuando P-Orridge se inclinó por el acid house y el techno y reemplazó a Ferguson por el artista techno Fred Gianelli.

### 1988-1992: período de Fred Gianelli
Durante este período, Fred Gianelli y otros artistas tecno hicieron música no sólo como Psychic TV, sino también con nombres ficticios. La idea que permanecía detrás era el lanzamiento de compilados de estos artistas imaginarios, creando la sensación de que existía una escena de un acid house saludable en el Reino Unido. El álbum de estudio más importante de este período es Towards the Infinite Beat, ya que casi todas las actuaciones en directo de período estaban basados en las canciones de este álbum.

### 1992-1993: el exilio
Genesis P-Orridge declaró que fue deportada, aunque más tarde admitió que había dejado Inglaterra en un "exilio auto-impuesto", después de que un vídeo que realizó causara un gran escándalo en los tabloides al pensar que había tomado parte en un abuso ritual satánico. Durante este mismo período, P-Orridge pasó por un divorcio que lo traumatizó profundamente. La mayor parte de los trabajos de este período fueron los relanzamientos de álbumes anteriores, especialmente a través de discográficas industriales que editaron los álbumes como "muestra de respeto" a la fundadora de la música industrial.

### 1994-1999: período de Larry Thrasher
GPO empezó a trabajar con Larry Thrasher, y juntos crearon álbumes de música ambiente antes de reciclar el mejor material para crear el último gran álbum de estudio de Psychic TV: Trip Reset. Este período fue también destacado por un gran número de lanzamientos de material antiguo. Hacia finales de los noventa, Genesis P-Orridge anunció que quería moverse musicalmente a la palabra hablada y creó al grupo Thee Majesty con Larry Thrasher. PTV actuó por última vez en 1999, y más tarde, P-Orridge hizo una gira con una banda totalmente nueva llamada PTV3 que fundamentalmente interpretaba los grandes éxitos de PTV.

### 2003 - 2020
En 2003, P-Orridge decide reformar a la banda, esta vez llamada como PTV3. En 2004, se produce la vuelta de Throbbing Gristle, tras veintitrés años de silencio, por lo que Genesis, alternaría ambos grupos. En este periodo, Psychic TV edita cuatro disco más. En 2010, Throbbing Gristle se separa definitivamente. En 2017, Genesis es diagnosticada con leucemia, por lo que decide retirarse de los escenarios para su tratamiento. Genesis P-Orridge falleció de esa enfermedad, el 14 de marzo de 2020, a los setenta años de edad.

## Artistas relacionados
En Psychic TV, se incorporaron nuevos integrantes y colaboradores, como: John "Zoskia" Gosling, (ex-Zos Kia), Alex Ferguson (ex-Alternative TV), Daniel Simon Black (ex-Neo), Matthew Best y Dave Martin, Coil, Current 93, Hafler Trio, The Cult, White Stains, Soft Cell, Master Musicians of Jajouka, Bill Breeze, Hilmar Örn Hilmarsson, Derek Jarman, Fred Gianelli, Timothy Leary, Rose McDowell, Stephen Kent, Vagina Dentata Organa, Andrew Weatherall, Z'EV, entre otros muchos.

## Discografía

### Álbumes de estudio

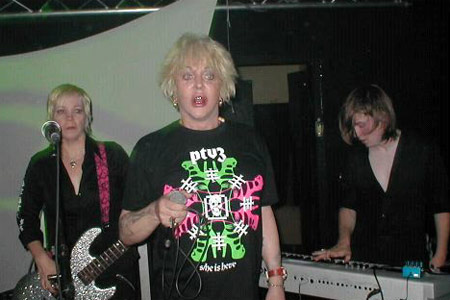
Psychic TV en vivo, 2004.

- 1982 - Force the Hand of Chance (Some Bizzarre)
- 1982 - Themes/Cold Dark Matter (Temple Records)
- 1983 - Dreams Less Sweet (Some Bizzarre)
- 1984 - 25 December 1984 - A Pagan Day (Temple Records)
- 1984 - Berlin Atonal Vol. 1 (Atonal)
- 1984 - Berlin Atonal Vol. 2 (Atonal)
- 1984 - Those Who Do Not (Gramm)
- 1984 - N.Y. Scum Haters (Temple Records)
- 1985 - Themes 2 (Temple Records)
- 1985 - Mouth of the Night (Temple Records)
- 1985 - Descending (Sordide Sentimental)
- 1986 - Live in Tokyo (Temple Records)
- 1986 - Live in Paris (Temple Records)
- 1987 - Live in Heaven (Temple Records)
- 1987 - Live in Glasgow (Temple Records)
- 1987 - Live in Reykjavik (Temple Records)
- 1987 - Themes 3 (Temple Records)
- 1987 - Live in Suisse (Temple Records)
- 1987 - Live in Gottingen (Temple Records)
- 1987 - Live in Toronto (Temple Records)
- 1987 - Temporary Temple (Temple Records)
- 1988 - Album 10 (Temple Records)
- 1988 - Allegory & Self (Temple Records)
- 1988 - Jack the Tab (Castalia)
- 1988 - Tekno Acid Beat (Temple Records)
- 1988 - Live at the Mardi Gras (Temple Records)
- 1988 - Live at thee Circus (Temple Records)
- 1988 - Live at thee Ritz (Temple Records)
- 1989 - Kondole (Temple Records)
- 1989 - Live at thee Pyramid (Temple Records)
- 1989 - Bregenz (Temple Records)
- 1989 - A Real Swedish Live Show (Temple Records)
- 1990 - Towards thee Infinite Beat (Temple Records/Wax Trax!)
- 1990 - Beyond thee Infinite Beat Remixes (Temple Records/Wax Trax!)
- 1990 - At Stockholm (Psychick Sweden)
- 1990 - Live at The Berlin Wall i (Temple Records)
- 1990 - Live at The Berlin Wall ii (Temple Records)
- 1991 - Direction ov Travel (Temple Records)
- 1991 - The L.A. Connection (Wax Trax!)
- 1993 - Peak Hour (Temple Records)
- 1994 - Al-Or-Al: Thee Transmutation ov Mercury (Dossier)
- 1994 - Ultradrug (Visionary)
- 1994 - A Hollow Cost (Visionary/Invisible)
- 1994 - Electric Newspaper Issue One (Dossier)
- 1994 - Blinded Eye in thee Pyramids (Tempus)
- 1994 - Ambient Indoctrination (ITC)
- 1994 - Stations ov thee Cross/Breathe (ITC)
- 1995 - Sirens Remixes (Visionary)
- 1995 - Cathedral Engine (Dossier)
- 1995 - Electric Newspaper Issue Two (Dossier)
- 1995 - Electric Newspaper Issue Three (Dossier)
- 1995 - Thee Fractured Garden: Discourses ov Innocence Devoured (Invisible)
- 1996 - Trip Reset (Cleopatra)
- 1996 - Cold Blue Torch (Cleopatra)
- 1996 - Spatial Memory (Dossier)
- 1997 - Electric Newspaper Issue Four (Invisible)
- 1997 - Sulphur: Low Seed Replication Remixes (NER/World Serpent)
- 2000 - Were You Ever Bullied At School - Do You Want Revenge? (Cold Spring)

### Álbumes compilatorios
- 1990 - High Jack: The Politics of Ecstasy (Wax Tax!)
- 1994 - Splinter Test 1 (Caroline)
- 1994 - Splinter Test 2 (Caroline)
- 1994 - Tarot ov Abomination (Caroline)
- 1994 - Stained by Dead Horses (Caroline)
- 1994 - Sugarmorphosis (Caroline)
- 1994 - Hex Sex: The Singles Pt. One (Cleopatra)
- 1995 - Godstar: The Singles Pt. Two (Cleopatra)
- 1995 - Beauty from thee Beast: Thee Best ov Psychic TV and Genesis P-Orridge (Visionary)
- 1998 - Origin of The Species (Invisible)
- 1999 - Best ov Psychic TV: Time's Up (Cleopatra)
- 1999 - Origin of the Species Volume Too! (Invisible)
- 2002 - Origin Of the Species III (Invisible)

### Videografía
- 1982 - Thee 1st Transmissions: Thee Temple ov Psychick Youth (Temple Records/Fresh Sounds Records),
- 1984 - Psychic TV: Live in Berlin (Atonal),
- 1988 - Interview 4-11-88 (Videophile),
- 1988 - Psychick Television: 8Transmissions8 (Jettisoundz),
- 1989 - Joy (Jettisoundz),
- 1991 - P.T.V: Maple Syrup (Jettisoundz),
- 1991 - The Hafler Trio & Thee Temple Ov Psychick Youth: Dreamachine (Staalplaat),
- 1992 - Genesis P-Orridge: Exile & Exhileration (Visionary),
- 1993 - PTV-Black (Visionary/Cleopatra),
- 1995 - Beauty from thee Beast: Thee Best ov Psychic TV and Genesis P-Orridge (Visionary),
- 2001 - Thee Majesty/Genesis P-Orridge: Relocating the Sacred (Punkcast),
- 2002 - Time's Up Live

### Sencillos
- «Just Drifting» (1982)
- «The Full Pack» (1983)
- «Unclean» (7", 12") (1984)
- «Roman P» (1984)
- «Godstar» (1985)
- «Good Vibrations» (1986)
- «Magick Defends Itself» (1986)
- «Joy» (1988)
- «Tune In (Turn On the Acid House)» (1988)
- «Je T'Aime» (7", 12") (1989)
- «Love War Riot» (1989)
- «High Jack» (1990)
- «I.C. Water» (1990)
- «Ultrahouse the Twelve Inch Mixes» (1991)
- «Re-Mind» (1993)
- «Tribal» (1994)
- «Column One & Psychic TV» – E-Lusive (1997)
- «Snowflake»/«Illusive» (2002)